# There Will Be Blood
Pour plus de détails, voir Fiche technique et Distribution.
There Will Be Blood ou Il y aura du sang au Québec est un film américain écrit, coproduit et réalisé par Paul Thomas Anderson, sorti en 2007.
Il s'agit de l'adaptation du roman  Pétrole ! (en) (Oil!, 1927) d'Upton Sinclair, traitant des thèmes de la famille, de la religion et du pétrole.
Il est dédié à Robert Altman.

## Synopsis
En 1898, Daniel Plainview, prospecteur à la recherche d'or et d'argent dans le Territoire du Nouveau-Mexique, prospecte au fond d'une mine. En tentant de dynamiter une paroi pour faire apparaître un filon, il chute de l'échelle et se casse une jambe. Il récupère une pépite d'argent, se hisse hors de la mine et rampe jusqu'au bureau d'essai le plus proche pour faire évaluer sa trouvaille. Il reçoit un certificat prouvant qu'il s'agit bien d'or et d'argent[Quoi ?]. En 1902, il découvre du pétrole près de Los Angeles, en Californie et fonde une petite entreprise de forage. À la suite de la mort de l’un de ses ouvriers dans un accident, Daniel adopte son fils orphelin, nommé H. W. Cela permet à Daniel de rassurer les investisseurs potentiels en se présentant comme un père de famille.
Neuf années plus tard, en 1911, Daniel est approché par Paul Sunday, qui lui affirme qu'il y a du pétrole sous la propriété familiale à Little Boston en Californie du Sud. Daniel s'y rend avec son fils adoptif et tente de racheter la ferme à bas prix. Le frère jumeau de Paul, Eli, compromet ses plans en réclamant 10 000 dollars et un endroit où bâtir l'église de la « Troisième Révélation » dans laquelle il serait pasteur. Un accord est finalement trouvé (3 700 dollars pour le terrain et 5 000 dollars pour l’église) et Daniel achète tous les terrains disponibles, à l'exception d'une ferme isolée, celle de William Bandy. Le forage commence : un accident survient avec le trépan qui écrase et tue un des ouvriers. Les jours suivants, le gaz jaillit violemment puis le pétrole. H. W. qui regardait les opérations, allongé sur une plate-forme du puits, est projeté par la puissance du jet et perd son audition. Le jaillissement du pétrole est suivi d’un incendie et Daniel est conduit à détruire l'installation d’extraction, puis à utiliser des explosifs pour souffler l’incendie.
Eli demande quand seront payés les 5 000 dollars de l’église, Daniel s'emporte, frappe Eli et lui reproche d'être impuissant à soigner son fils blessé, alors qu'il se prétend guérisseur et habité par le Saint-Esprit. Eli Sunday répond que ces désastres sont dus au fait que le site n'a pas été béni par lui-même. Daniel continue de frapper Eli et l'humilie en le barbouillant de boue. Le soir Eli, furieux, s'en prend violemment à son père pour avoir cru Daniel, tout en blâmant aussi son frère Paul d'avoir assombri la destinée de la famille.
Un étranger vient frapper à la porte de Daniel. Il prétend être son demi-frère, Henry. Daniel l'embauche pour travailler avec lui et tous deux se rapprochent. Daniel lui avoue sa misanthropie et son projet de gagner suffisamment d'argent pour se couper du monde. H. W. met le feu à leur maison. Daniel l'abandonne alors dans un train pour une destination inconnue. Un représentant de la Standard Oil propose de racheter les intérêts locaux de Daniel. Ce dernier conclut plutôt un accord avec l'Union Oil en vue de construire un pipeline jusqu'aux côtes de la Californie. Dans ce projet, le ranch Bandy, qu'il n'a pas acquis, devient un obstacle.
Alors qu'ils évoquent des souvenirs de leur enfance, Daniel comprend qu'Henry est un imposteur.  Sous la menace d'une arme,  ce dernier avoue qu'il était en fait un ami du vrai Henry, qui a succombé à la tuberculose. Dans un accès de rage, Daniel le tue et enterre son corps. Le lendemain matin, Daniel est réveillé par M. Bandy, qui sait le drame meurtrier de la nuit précédente, et veut que Daniel se repente en se joignant à l'église d'Eli Sunday. Là-bas, Eli humilie Daniel lors de son baptême en le contraignant à reconnaître qu'il est un mauvais père qui a abandonné son fils. Quelque temps plus tard, alors que la construction du pipeline est avancée, Daniel fait revenir H. W. auprès de lui, et engage un professeur pour lui apprendre le langage des signes, tandis qu'Eli quitte la ville pour devenir missionnaire et recruter plus de fidèles.
En 1927, H. W. a grandi et épouse Mary Sunday, son amour d'enfance et la sœur d'Eli et de Paul. Daniel, maintenant extrêmement riche, solitaire, vit reclus dans son grand manoir. Par le truchement d'un interprète en langue des signes, H. W. annonce à Daniel qu'il souhaite créer sa propre compagnie pétrolière au Mexique. Daniel l'oblige à répéter son annonce à haute voix (H. W. bien que non muet, ne s'exprime plus que par le langage des signes depuis qu'il a perdu l'audition) et lui révèle qu'il n'est pas son père, et qu'il ne l'a recueilli que pour amadouer ses relations d'affaires. H. W. le quitte en lui disant « Je remercie le ciel de ne rien avoir de vous en moi ».
Peu de temps après, Eli lui rend visite et trouve Daniel ivre mort sur la piste de bowling de son manoir. Eli est devenu un prédicateur à la radio. Il lui annonce que M. Bandy est mort, puis il lui propose de négocier le rachat de ses terres, le petit-fils de Brady appartenant à sa congrégation. Daniel accepte, seulement à la condition qu'Eli admette qu'il est « un faux prophète » et que « Dieu est une superstition ». Eli s’exécute et Daniel lui révèle alors que la propriété est désormais sans valeur parce qu'il a déjà drainé son pétrole à travers les puits environnants. Eli lui avoue être dans une situation financière désespérée du fait de la grande dépression boursière de 1929. Daniel se moque de lui en mentionnant son frère Paul, qui, affirme Daniel, a sa propre compagnie pétrolière et a plus de succès que lui en gagnant 5 000 dollars par semaine. Il le torture en lui disant que c'est son frère qui était l'élu et le garçon intelligent et non lui, puis il le poursuit avec des boules sur les pistes de son bowling privé et le tue avec une quille. La tête d'Eli mort baigne dans son sang. Lorsque le majordome de Daniel descend le rejoindre, Daniel lui dit : « J’ai fini  » ("I'm finished").

## Fiche technique
Sauf indication contraire, les informations mentionnées dans cette section peuvent être confirmées par la base de données cinématographiques IMDb,  présente dans la section « Liens externes ».
- Titre original et français : There Will Be Blood
- Titre québécois : Il y aura du sang
- Réalisation et scénario : Paul Thomas Anderson, d'après le roman Pétrole ! d'Upton Sinclair
- Musique : Jonny Greenwood
- Direction artistique : David Crank
- Décors : Jack Fisk
- Costumes : Mark Bridges
- Photographie : Robert Elswit
- Montage : Dylan Tichenor
- Production : Paul Thomas Anderson, Daniel Lupi et JoAnne Sellar
- Production déléguée : Scott Rudin, Eric Schooner et David Williams
- Sociétés de production : Paramount Vantage, Miramax Films et Ghoulardi Film Company
- Société de distribution : Paramount Vantage
- Pays de production :  États-Unis
- Langue originale : anglais
- Budget : 25 millions de dollars[réf. nécessaire]
- Format : couleur - 2.35:1 - DTS & SDDS - 35 mm
- Genre : drame historique
- Durée : 158 minutes
- Dates de sortie :
  - États-Unis : 27 septembre 2007 (avant-première au Fantastic Fest) ; 26 décembre 2007 (sortie limitée) ; 25 janvier 2008 (sortie nationale)
  - Québec : 11 janvier 2008[2]
  - Belgique : 20 février 2008
  - France : 27 février 2008

## Distribution
- Daniel Day-Lewis (VF : Bernard Gabay) : Daniel Plainview
- Paul Dano (VF : Donald Reignoux) : Paul Sunday / Eli Sunday
- Kevin J. O'Connor (VF : Éric Aubrahn) : Henry Brands
- Ciarán Hinds (VF : Nicolas Marié) : Fletcher Hamilton
- Dillon Freasier (en) (VF : Anton Coulpier) : H. W. Plainview, enfant
  - Russell Harvard (VF : Xavier Fagnon) : H. W. Plainview, jeune adulte
  - Harrison et Stockton Taylor : H. W., bébé
- Sydney McCallister : Mary Sunday, la plus jeune fille
  - Colleen Foy : Mary Sunday, adulte
- David Willis : Abel Sunday, le père
- Hans Howes : Bandy
- Paul F. Tompkins : Prescott
- James Downey : Al Rose
- David Warshofsky : H. M. Tilford
- Barry Del Sherman : H. B. Ailman

- Version française
  - Société de doublage : Dubbing Brothers
  - Direction artistique : Julien Kramer
  - Adaptation : Philippe Videcoq

Source et légende : version française (VF) sur AlloDoublage

## Production

### Développement
Quand Eric Schlosser a fini l'écriture de Fast Food Nation, les journalistes continuent de lui poser des questions à propos d'Upton Sinclair, et bien qu'il ait lu La Jungle, il déclare ne rien connaître sur les œuvres et le parcours littéraire de cet auteur. Il décide plus tard de lire quelques livres de Sinclair, jusqu'à ce qu'il tombe sur Oil!, qu'il a particulièrement aimé. Enthousiaste, Schlosser envisage très vite de l'adapter sur grand écran et effectue des démarches pour obtenir les droits cinématographiques. Alors qu'il cherche un cinéaste ayant la même vision du livre que lui, il est approché par Paul Thomas Anderson, également intéressé par le projet.

### Tournage
Le tournage a lieu, entre le 5 juin et le 25 août 2006, au Texas (à Marfa pour la ranch, Shafter pour la mine abandonnée et Presidio pour les scènes du train), ainsi qu'en Californie (à Lompoc, El Mirage Dry Lake, Los Angeles et Santa Clarita).

### Musique
Fan de la musique du groupe Radiohead et particulièrement marqué par la performance de Jonny Greenwood dans la bande-originale de Bodysong (documentaire réalisé en 2003 par le Britannique Simon Pummel), Anderson fait appel à ce dernier pour travailler avec lui sur There Will Be Blood après avoir entendu son morceau Popcorn Superhet Receiver. Après quelques hésitations de la part de Greenwood rapidement rassuré par Anderson, Greenwood accepte de s'occuper de l'enregistrement de la bande-originale, travail qui l'occupera trois semaines dans les Studios Abbey Road à Londres.
Outre les titres contenus dans l'album There Will Be Blood, le film utilise également Fratres d'Arvo Pärt et le troisième mouvement (Allegro Giocoso, Ma Non Troppo Vivace - Poco Piu Presto) du Concerto pour violon et orchestre en ré majeur, op. 77 de Johannes Brahms. L'interprétation de ce dernier est celle de la violoniste Anne-Sophie Mutter et de l'Orchestre philharmonique de Berlin dirigé par Herbert von Karajan. C'est ce passage du concerto qu'on entend à plusieurs reprises au cours du film et qui le conclut en accompagnant le générique. Le violoncelliste Antônio Meneses y est crédité à tort (l'erreur provient du fait que sur le disque du Concerto pour violon figure également le Double concerto de Brahms, également avec Anne-Sophie Mutter et Herbert von Karajan.)
Liste de pistes
1. Open Spaces (3:55)
2. Future Markets (2:41)
3. Prospectors Arrive (4:34)
4. Eat Him by His Own Light (2:41)
5. Henry Plainview (4:14)
6. There Will Be Blood (2:05)
7. Oil (3:06)
8. Proven Lands (1:51)
9. HW / Hope of New Fields (2:30)
10. Stranded the Line (2:21)
11. Prospectors Quartet (2:57)

Bonus
1. HW / Hope of New Fields (Orchestral Version) (2:32)
2. Prospectors Quartet (Orchestral Version) (2:56)
3. De-Tuned Quartet (4:32)
4. Convergence (Jonny Greenwood) (4:26)

## Distinctions
- 2007 : LAFCA du meilleur film
- Golden Globe Award 2008 : Meilleur acteur dans un film dramatique[7] pour Daniel Day-Lewis
- Oscar du meilleur acteur pour Daniel Day-Lewis en 2008
- Oscar de la meilleure photographie pour Robert Elswit
- Ours d'Argent du meilleur réalisateur à Paul Thomas Anderson au Festival de Berlin 2008
- Ours d'Argent de la meilleure contribution artistique pour la musique de Jonny Greenwood au Festival de Berlin 2008[8]
- Nomination au Grand Prix de l'Union de la critique de cinéma
- Film de l'année dans le classement de la rédaction du journal français Première (6e dans le classement des lecteurs)[9]
- Film de la décennie 2000 pour la majorité des 27 magazines ou sites internet qui ont publié une liste des meilleurs films de la décennie avec 12 citations[10]

## Postérité et classement
En août 2016, la BBC publie une liste des « 100 meilleurs films du siècle » (depuis 2000) réalisée suivant les réponses de 177 critiques de cinéma du monde entier. There Will Be Blood obtient la troisième place derrière Mulholland Drive de David Lynch (2001) et  In the Mood for Love de Wong Kar-wai (2000).